# Uwe-Jens Mey
Uwe-Jens Mey (Warschau, 13 december 1963) is een Duits voormalig langebaanschaatser. Mey was gespecialiseerd in de sprintafstanden 500 en 1000 meter. Hij won in drie opeenvolgende jaren de wereldbeker op de 500 en 1000 meter. Ook won hij goud op de 500 meter bij de Olympische Winterspelen van 1988 in Calgary, nog uitkomend voor de DDR, en in 1992 bij de Winterspelen in Albertville, uitkomend voor het verenigde Duitsland.

## Records

### Persoonlijke records
| Afstand    | Tijd    | Datum            | Baan      |
| ---------- | ------- | ---------------- | --------- |
| 500 meter  | 36,43   | 19 januari 1992  | Davos     |
| 1000 meter | 1.13,11 | 18 februari 1988 | Calgary   |
| 1500 meter | 2.02,27 | 6 januari 1985   | Innsbruck |
| 3000 meter | 4.35,94 | 27 februari 1982 | Innsbruck |

### Wereldrecords
| Nr. | Afstand   | Tijd  | Datum            | Baan    |
| --- | --------- | ----- | ---------------- | ------- |
| 1.  | 500 meter | 36,45 | 14 februari 1988 | Calgary |
| 2.  | 500 meter | 36,43 | 19 januari 1992  | Davos   |

#### Wereldrecords laaglandbaan (officieus)
| Nr. | Afstand   | Tijd  | Datum            | Baan       |
| --- | --------- | ----- | ---------------- | ---------- |
| 1.  | 500 meter | 37,67 | 30 november 1985 | Berlijn    |
| 2.  | 500 meter | 37,54 | 6 december 1986  | Berlijn    |
| 3.  | 500 meter | 36,46 | 25 februari 1989 | Heerenveen |

## Resultaten
| Jaar | Olympische Spelen | Wereldbeker       | WK Sprint | WK Junioren |
| ---- | ----------------- | ----------------- | --------- | ----------- |
| 1982 |                   |                   |           | NC18        |
| 1984 | 8e 500m 25e 1000m |                   | 10e       |             |
| 1985 |                   |                   | 6e        |             |
| 1986 |                   | 500m · 18e 1000m  | 5e        |             |
| 1987 |                   | 6e 500m 9e 1000m  | 4e        |             |
| 1988 | 500m · 1000m      | 11e 500m · 1000m  | Zilver    |             |
| 1989 |                   | 500m · 1000m      | Zilver    |             |
| 1990 |                   | 500m · 1000m      | NF2       |             |
| 1991 |                   | 500m · 6e 1000m   | Zilver    |             |
| 1992 | 500m              | 4e 500m 16e 1000m | -         |             |

- = geen deelname
NC18 = niet gekwalificeerd voor de laatste afstand, maar wel als 18e geklasserd in de eindrangsschikking
NF2 = niet gefinisht op de tweede afstand

### Medaillespiegel
| Kampioenschap     | Goud | Zilver | Brons |
| ----------------- | ---- | ------ | ----- |
| Olympische Spelen | 2    | 1      | 0     |
| Wereldbeker       | 6    | 1      | 0     |
| WK Sprint         | 0    | 3      | 0     |
| WK Junioren       | 0    | 0      | 0     |

1924: Charles Jewtraw ·
1928: Clas Thunberg/Bernt Evensen ·
1932: Jack Shea ·
1936: Ivar Ballangrud ·
1948: Finn Helgesen ·
1952: Ken Henry ·
1956: Jevgeni Grisjin ·
1960: Jevgeni Grisjin ·
1964: Richard McDermott ·
1968: Erhard Keller ·
1972: Erhard Keller ·
1976: Jevgeni Koelikov ·
1980: Eric Heiden ·
1984: Sergej Fokitsjev ·
1988: Uwe-Jens Mey ·
1992: Uwe-Jens Mey ·
1994: Aleksandr Goloebev ·
1998: Hiroyasu Shimizu ·
2002: Casey FitzRandolph ·
2006: Joey Cheek ·
2010: Mo Tae-bum ·
2014: Michel Mulder ·
2018: Håvard Holmefjord Lorentzen ·
2022: Gao Tingyu